# Heliophanus harpago
Heliophanus harpago är en spindelart som beskrevs av Simon 1910. Heliophanus harpago ingår i släktet Heliophanus och familjen hoppspindlar. Inga underarter finns listade i Catalogue of Life.